# Confédération autonome syndicale classiste
La Confederación Autonoma Sindical Clasista (CASC - Confédération autonome syndicale classiste) est une confédération syndicale de la République dominicaine. Elle est affiliée à la Confédération syndicale internationale et à la Confédération syndicale des travailleurs et travailleuses des Amériques.